# Fredrik Belfrage
Fredrik Knut Åkesson Belfrage, född 29 juli 1949 i Växjö, är en svensk radioman och programledare. Belfrage blev en välkänd röst och bekant ansikte under 1970- och 1980-talen via återkommande uppdrag i Sveriges Radio och SVT, inte minst i sportsammanhang.

## Biografi
Fredrik Belfrage är son till tandläkaren Åke Belfrage (1915-1985) och Vera Maria, född Vange (1914-1984). Han tillhör adliga ätten Belfrage.
Belfrage är en av "Hylands pojkar" med vilket menas att han fick sin etermediaskolning av Lennart Hyland. Han började sin mediakarriär som snabbpratande sportreferent på Radiosporten, där han bland annat refererade simning från OS i München 1972 och ett av Gunnar Larssons guldlopp från detta mästerskap. 
Belfrage har varit programledare för bland annat Gomorron Sverige, Bell & Bom, Prat i Kvadrat, Lilla Sportspegeln och för svenska Melodifestivalen 1982, 1984 och 1987. Numera ägnar han sig huvudsakligen åt att vara moderator i debatter i TV eller under seminarier. Han har även varit svensk kommentator i Eurovision Song Contest under ett antal år (1984, 1985 och 1987) under 1980-talet.

## Filmografi i urval
- 1980 - Måndagsbörsen (programledare)
- 1982 - Melodifestivalen (värd)
- 1984 - Melodifestivalen (värd) (även kommentator i Eurovision Song Contest)
- 1984-1985 - Bell & Bom (programledare)
- 1985 - Prat i kvadrat (programledare)
- 1985 - 1989 - Gomorron Sverige (programledare)
- 1987 - Melodifestivalen (värd) (även kommentator i Eurovision Song Contest)
- 1998 - Snacka om nyheter (gäst)
- 2001 - Vinna eller försvinna (programledare)